# 활초초등학교
활초초등학교는 대한민국 경기도 화성시 남양읍 안석리에 있는 공립 초등학교이다.
한 학년에 한 반이 있다.  한 학년에 약 20명의 학생이 있다.

## 학교 연혁
- 1946년 9월 1일 남양국민학교 활초분교장(2학급)
- 1950년 6월 1일 활초국민학교로 승격
- 1970년 9월 1일 본관 교실 증축 (7교실)
- 1985년 3월 11일 병설유치원 설립 취원
- 1991년 2월 1일 학교 급식소 준공 개소
- 1992년 9월 30일 본관(신관) 3개 교실 신축
- 1997년 5월 30일 본관 2층 3개 교실 증축 및 수세식 화장실 신축
- 1997년 11월 13일 구 교사 보수 및 강당 개관
- 2006년 4월 7일 급식실 신·증축 완료
- 2007년 2월 7일 다목적실 준공 (신관 2층)
- 2014년 2월 14일 제63회 졸업식 (누적 총 3939명 배출)
- 2014년 3월 1일 제19대 현선옥 교장 취임
- 2016년 2월 13일 제65회 졸업식 (누적 총 3980명 배출)
- 2016년 3월 1일 제20대 이강일 교장 취임

## 참고 자료
- 활초초등학교 - 한국교육학술정보원 학교알리미